# Oristano
Oristano (Sardiska: Aristanis) är en kommun och huvudort i provinsen Oristano i regionen Sardinien i Italien. Kommunen hade 31 671 invånare (2017). Oristano gränsar till kommunerna Baratili San Pietro, Cabras, Nurachi, Palmas Arborea, Santa Giusta, Siamaggiore, Siamanna, Simaxis, Solarussa, Villaurbana och Zeddiani.

## Externa länkar

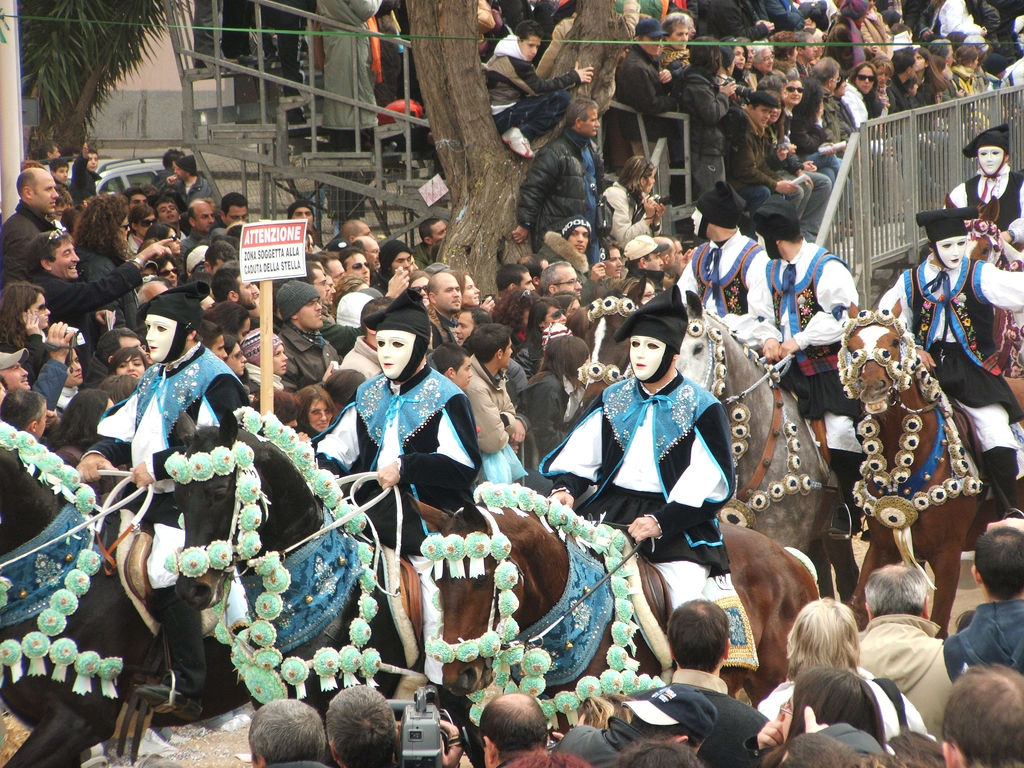
Sa Sartiglia, stadens fest.